# Giove
Giove – miejscowość i gmina we Włoszech, w regionie Umbria, w prowincji Terni.
Według danych na rok 2004 gminę zamieszkiwało 1747 osób, 116,5 os./km².